# Si mayor
Si mayor (abreviatura en sistema europeo Si M y en sistema americano B) es la tonalidad que consiste en la escala mayor de si, y contiene las notas si, do sostenido, re sostenido, mi, fa sostenido, sol sostenido, la sostenido y si. Su armadura contiene 5 sostenidos.
Su tonalidad relativa es Sol sostenido menor, y su tonalidad homónima es Si menor.

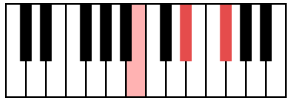
El acorde de tríada: si-re♯-fa♯.

Su equivalente enarmónico es Do bemol mayor.
La armadura de Si mayor es la que tiene menos sostenidos con tres líneas de estos. En la clave de sol, se coloca el sostenido en La no en su esperada posición junto al Sol agudo, pues se sale del pentagrama, se coloca entonces debajo. En la clave de fa si sería posible hacerlo, pero debido a que en la música para piano resultaría en una falta de uniformidad que estorbaría la lectura a primera vista, la armadura de Si mayor es prácticamente la misma que la de la clave de sol. En la clave de Do en tercera, como ocurre en el cuarteto de cuerdas y música orquestal, la armadura de Si mayor es usualmente escrita justo entre dos líneas de sostenidos.generalmente se usa la escala de do en el pentagrama
A pesar de que es fácil pensar que Si mayor es una escala extraña o incómoda debido a su distancia con C Mayor (como puede apreciarse en el círculo de quintas) o al elevado número de
sostenidos que contiene, Frédéric Chopin la consideraba cómo una de las más fáciles de tocar,
argumentando que era más fácil para los dedos acceder a las teclas negras; por ello a menudo
solía recomendar su aprendizaje a los estudiantes de piano primerizos, dejando para el final
la escala de C mayor por dicha razón (su ausencia de teclas negras la hacía la más difícil de todas
de tocar con soltura). Es usada en sinestesia para representar el color azul.
Nótese que en alemán, la nota Si (B americana) es llamada "H", y que Si bemol es llamada "B".
| Tonalidad   | 7 ♭       | 6 ♭        | 5 ♭       | 4 ♭       | 3 ♭       | 2 ♭       | 1 ♭      | 0        | 1 ♯       | 2 ♯      | 3 ♯       | 4 ♯       | 5 ♯        | 6 ♯       | 7 ♯       |
| Modo mayor: | do♭ mayor | sol♭ mayor | re♭ mayor | la♭ mayor | mi♭ mayor | si♭ mayor | fa mayor | do mayor | sol mayor | re mayor | la mayor  | mi mayor  | si mayor   | fa♯ mayor | do♯ mayor |
| Modo menor: | la♭ menor | mi♭ menor  | si♭ menor | fa menor  | do menor  | sol menor | re menor | la menor | mi menor  | si menor | fa♯ menor | do♯ menor | sol♯ menor | re♯ menor | la♯ menor |